# Halichoeres
Halichoeres és un gènere de peixos de la família dels làbrids i de l'ordre dels perciformes.

## Taxonomia
- Halichoeres adustus (Gilbert, 1890)
- Halichoeres aestuaricola (Bussing, 1972)
- Halichoeres argus (Bloch & Schneider, 1801)
- Halichoeres bathyphilus (Beebe & Tee-Van, 1932)
- Halichoeres bicolor (Bloch & Schneider, 1801)
- Halichoeres binotopsis (Bleeker, 1849)
- Halichoeres biocellatus (Schultz, 1960)
- Halichoeres bivittatus (Bloch, 1791)
- Halichoeres bleekeri (Steindachner & Döderlein, 1887)
- Halichoeres brasiliensis (Bloch, 1791)
- Halichoeres brownfieldi (Whitley, 1945)
- Halichoeres burekae Weaver & Rocha, 2007)
- Halichoeres caudalis (Poey, 1860)
- Halichoeres chierchiae (Di Caporiacco, 1948)
- Halichoeres chlorocephalus (Kuiter & Randall, 1995)
- Halichoeres chloropterus (Bloch, 1791)
- Halichoeres chrysus (Randall, 1981)
- Halichoeres cosmetus (Randall & Smith, 1982)
- Halichoeres cyanocephalus (Bloch, 1791)
- Halichoeres dimidiatus (Agassiz, 1831)
- Halichoeres discolor (Bussing, 1983)
- Halichoeres dispilus (Günther, 1864)
- Halichoeres garnoti (Valenciennes, 1839)
- Halichoeres girardi (Bleeker, 1859)
- Halichoeres hartzfeldii (Bleeker, 1852)
- Halichoeres hortulanus (Lacépède, 1801)
- Halichoeres insularis (Allen & Robertson, 1992)
- Halichoeres iridis (Randall & Smith, 1982)
- Halichoeres kallochroma (Bleeker, 1853)
- Halichoeres lapillus (Smith, 1947)
- Halichoeres leptotaenia (Randall & Earle, 1994)
- Halichoeres leucoxanthus (Randall & Smith, 1982)
- Halichoeres leucurus (Walbaum, 1792)
- Halichoeres maculipinna (Müller & Troschel, 1848)
- Halichoeres malpelo (Allen & Robertson, 1992)
- Halichoeres margaritaceus (Valenciennes, 1839)
- Halichoeres marginatus (Rüppell, 1835)
- Halichoeres melanochir (Fowler & Bean, 1928)
- Halichoeres melanotis (Gilbert, 1890)
- Halichoeres melanurus (Bleeker, 1851)
- Halichoeres melas (Randall & Earle, 1994)
- Halichoeres melasmapomus (Randall, 1981)
- Halichoeres miniatus (Valenciennes, 1839)
- Halichoeres nebulosus (Valenciennes, 1839)
- Halichoeres nicholsi (Jordan & Gilbert, 1882)
- Halichoeres nigrescens (Bloch & Schneider, 1801)
- Halichoeres notospilus (Günther, 1864)
- Halichoeres orientalis (Randall, 1999)
- Halichoeres ornatissimus (Garrett, 1863)
- Halichoeres pallidus (Kuiter & Randall, 1995)
- Halichoeres papilionaceus (Valenciennes, 1839)
- Halichoeres pardaleocephalus (Bleeker, 1849)
- Halichoeres pelicieri (Randall & Smith, 1982)
- Halichoeres penrosei (Starks, 1913)
- Halichoeres pictus (Poey, 1860)
- Halichoeres podostigma (Bleeker, 1854)
- Halichoeres poeyi (Steindachner, 1867)
- Halichoeres prosopeion (Bleeker, 1853)
- Halichoeres purpurescens (Bloch & Schneider, 1801)
- Halichoeres radiatus (Linnaeus, 1758)
- Halichoeres raisneri (Baldwin & McCosker, 2001)
- Halichoeres richmondi (Fowler & Bean, 1928)
- Halichoeres rubricephalus (Kuiter & Randall, 1995)
- Halichoeres salmofasciatus (Allen & Robertson, 2002)
- Halichoeres scapularis (Bennett, 1832)
- Halichoeres semicinctus (Ayres, 1859)
- Halichoeres signifer (Randall & Earle, 1994)
- Halichoeres socialis (Randall & Lobel, 2003)
- Halichoeres solorensis (Bleeker, 1853)
- Halichoeres stigmaticus (Randall & Smith, 1982)
- Halichoeres tenuispinis (Günther, 1862)
- Halichoeres timorensis (Bleeker, 1852)
- Halichoeres trimaculatus (Quoy i Gaimard, 1834)
- Halichoeres trispilus (Randall & Smith, 1982)
- Halichoeres vrolikii (Bleeker, 1855)
- Halichoeres zeylonicus (Bennett, 1833)[2][3][4][5]